# George Waggner
George Waggner (* 7. Dezember 1894 in New York City, New York als George Waggoner; † 11. Dezember 1984 in Hollywood, Kalifornien) war ein US-amerikanischer Filmregisseur, -produzent, Drehbuchautor und Schauspieler.

## Leben
George Waggner wurde in New York City geboren. Erstmals erschien er als Schauspieler in dem Film Der Scheich (1921) an der Seite von Rudolph Valentino. Danach spielte er noch Nebenrollen in einigen anderen Stummfilmen, darunter auch etlichen Western. Im Anschluss daran begann er als Drehbuchautor zu arbeiten, wobei er im Verlauf der 1930er-Jahre besonders für B-Movie-Western die Drehbücher schrieb.
Sein erster Film als Regisseur war Western Trails (1938). Neben einer Vielzahl weiterer Westernfilme inszenierte er für Universal auch einige für das Genre bedeutsame Horrorfilme, darunter Man Made Monster (1941, mit Lionel Atwill sowie Lon Chaney jr. in seinem ersten Horrorfilm) und The Climax (1944, der erste Farbfilm mit Boris Karloff, oscarnominiert für seine prunkvolle Ausstattung). Als Waggners heute bekanntestes Werk gilt Der Wolfsmensch (The Wolf Man) von 1941, nach einem Drehbuch von Curt Siodmak, mit Lon Chaney jr. in der Titelrolle sowie Claude Rains, Evelyn Ankers und Bela Lugosi. Der Film machte Chaney jr. zum Star und definierte typische Regeln und Erzählmuster für das Subgenre des Werwolffilms, die teilweise bis heute Gültigkeit haben.
1949 drehte er den Western In letzter Sekunde, mit John Wayne sowie Oliver Hardy in einer seiner seltenen Solo-Rollen ohne Stan Laurel. Waggners Tochter, Shy Waggner, hat in diesem Film einen Cameoauftritt. Für viele der von ihm produzierten oder inszenierten Filme schrieb Waggner auch selbst die Songtexte, falls Lieder im Film vorkamen. So etwa für das Lied Round, White, and Ruby Red aus dem Kriegsfilm Unternehmen Seeadler, einer weiteren Zusammenarbeit von Waggner mit John Wayne aus dem Jahr 1951.
Ab Mitte der 1950er-Jahre verlegte sich Waggner fast ausschließlich auf Arbeiten für das Fernsehen, in erster Linie als Episodenregisseur zahlreicher Fernsehserien. In den 1960er-Jahren führte er in Folgen von Maverick, Batman, Green Hornet und Solo für O.N.C.E.L. Regie. Nach 1967 zog sich Waggner, inzwischen über 70 Jahre alt, ganz vom Film- und TV-Geschäft zurück.
Seine Ehefrau war Danny Shannon. Sie hatten gemeinsam ein Kind, Shy (* 1924), und zwei Enkel, Sherry und Robert. Eine Hommage an Waggner, als Erfinder des Werwolffilms, findet sich in Das Tier von Joe Dante. Hier trägt eine Hauptfigur, ein Psychiater, der eigentlich Anführer einer Gruppe von Werwölfen ist, den Namen Dr. George Waggner. Gespielt wird der Charakter von Patrick Macnee.

## Filmografie (Auswahl)

### Als Regisseur
- 1938: Western Trails
- 1938: Outlaw Express
- 1938: Black Bandit
- 1938: Guilty Trails
- 1938: Prairie Justice
- 1938: Ghost Town Riders
- 1939: Honor of the West
- 1939: The Phantom Stage
- 1939: Mystery Plane
- 1939: Wolf Call
- 1939: Stunt Pilot
- 1940: Drums of the Desert
- 1941: Horror Island
- 1941: Monstermann verbreitet Schrecken (Man Made Monster)
- 1941: South of Tahiti
- 1941: Der Wolfsmensch (The Wolf Man)
- 1942: Sealed Lips
- 1944: The Climax
- 1945: Frisco Sal
- 1945: Shady Lady
- 1946: Tanger – Stadt der 7 Sünden (Tangier)
- 1947: Rächer ohne Waffen (Gunfighters)
- 1949: In letzter Sekunde (The Fighting Kentuckian)
- 1951: Unternehmen Seeadler (Operation Pacific)
- 1957: Destination 60,000
- 1957: Die Attacke am Rio Morte (Pawnee)
- 1960: Feind im Rücken (Mission of Danger)
- 1960: Requiem to Massacre
- 1961: Die Falle am Snake River (Fury River)
- 1964: Der Scout der schwarzen Berge (Gold, Glory and Custer)
- 1966–1967: Solo für O.N.C.E.L. (The Man from U.N.C.L.E., Fernsehserie, 7 Folgen)
- 1966–1967: Batman (Fernsehserie, 10 Folgen)

### Als Produzent
- 1941: South of Tahiti
- 1941: Der Wolfsmensch (The Wolf Man)
- 1942: Frankenstein kehrt wieder (The Ghost of Frankenstein)
- 1942: Sin Town
- 1942: Der unsichtbare Agent (Invisible Agent)
- 1943: Frankenstein trifft den Wolfsmenschen (Frankenstein Meets the Wolf Man)
- 1943: Fluch der Tempelgötter (White Savage)
- 1943: Phantom der Oper (Phantom of the Opera)
- 1944: Die Schlangenpriesterin (Cobra Woman)
- 1944: Zigeuner-Wildkatze (Gypsy Wildcat)
- 1944: The Climax
- 1945: Frisco Sal
- 1945: Shady Lady

### Als Drehbuchautor
- 1932: Gorilla Ship
- 1934: City Limits
- 1934: The Line-Up
- 1935: The Nut Farm
- 1935: The Cowboy Millionaire
- 1935: Dizzy Dames
- 1935: Cheers of the Crowd
- 1936: Sea Spoilers
- 1938: Western Trails
- 1938: Black Bandit
- 1938: Guilty Trails
- 1938: Prairie Justice
- 1938: Ghost Town Riders
- 1939: Honor of the West
- 1939: The Phantom Stage
- 1939: Mystery Plane
- 1939: Wolf Call
- 1939: Stunt Pilot
- 1940: Queen of the Yukon
- 1940: Drums of the Desert
- 1940: Phantom of Chinatown
- 1941: Monstermann verbreitet Schrecken (Man Made Monster)
- 1941: Father Steps Out
- 1942: Sealed Lips
- 1949: In letzter Sekunde (The Fighting Kentuckian)
- 1951: Unternehmen Seeadler (Operation Pacific)
- 1954: Der Rächer von Montana (Bitter Creek)
- 1954: Return from the Sea
- 1957: Destination 60,000
- 1957: Die Attacke am Rio Morte (Pawnee)
- 1958: Männer, die in Stiefeln sterben (Man from God’s Country)
- 1961: Die Falle am Snake River (Fury River)

### Als Schauspieler
- 1921: Der Scheich (The Sheik)
- 1924: Das eiserne Pferd (The Iron Horse)
- 1924: Der lachende Kavalier (His Hour)